# تونای میتسوزومی
تونای میتسوزومی (به ژاپنی: 藤内 光澄 とうない みつずみ)، تولد نامشخص - مرگ روز ۲۷ از ماه ششم سال اول گنریاکو برابر با ۱۲ اوت ۱۱۸۴ میلادی، یک سامورایی و گوکه‌نین در اواخر دوره هی‌آن بود. از اهالی ولایت ایزو و ملازم هوری چیکاایه  بود.

## زندگی‌نامه
در سال ۱۱۸۴، میناموتو نو یوریتومو نگران بود که میناموتو نو یوشیناکا، پسر میناموتو نو یوشیناکا، که در ژانویه همان سال مورد حمله قرار گرفت و کشته شد، و به عنوان نامزد دختر بزرگ یوریتومو، اوهیمه (دختر میناموتو یوریتومو)، در کاماکورا بود، از او به عنوان دشمن پدر کینه بگیرد. بنابر این به کشتن یوشیتاکا فکر کرد. هنگامی که اوهیمه متوجه این نقشه شد، اوهیمه مخفیانه به یوشیتاکا اجازه داد تا در ساعات اولیه ۲۱ آوریل فرار کند و هنگامی که موضوع در شب کشف شد، یوریتومو به هوری چیکاایه و دیگران دستور داد تا یوشیتاکا را دستگیر کنند. تونای میتسوزومی که بخشی از این گروه فرستاده شده برای تعقیب بود، یوشیتاکا را دستگیر کرد و او را در ایروماگاوارا کشت، و در ۲۶ ام به کاماکورا بازگشت تا از این حادثه پاداش بگیرد. اما این موضوع که مخفی مانده بود در نهایت به شاهزاده خانم منتقل شد و از آن به بعد او چنان ضعیف و اندوهگین شد که در بستر افتاد. هوجو ماساکو، مادر اوهیمه، که این را دی، از تونای میتسوزومی متنفر شد، کسی که یوشیتاکا را بدون مشورت با اوهیمه کشته بود، حتی اگر تونای میتسوزومی به دستور اربابش فرستاده شده بود. روز بعد، روز ۲۷ از ماه ششم او سر بریده شد.